# Galway (grevskap)
Galway (iriska: Contae na Gaillimhe) är ett grevskap på Irlands västkust och ett antal obebodda öar, däribland Aranöarna. Grevskapet tar sitt namn från huvudorten, Galway. Det utgör södra delen av provinsen Connacht, och omfattar hela området Connemara. 
Grevskapet har flera gaeltachtaí, det vill säga områden där iriska är befolkningens förstaspråk.

## Administrativ indelning
Grevskapet är administrativt indelat i två kommuner, en för staden Galway (Galway City Council) och en för övriga delar av grevskapet (Galway County Council).

## Städer och samhällen
- Athenry
- Ballinasloe
- Ballynahinch
- Clifden
- Galway
- Gort
- Headford
- Kinvara
- Loughrea
- Oranmore
- Oughterard
- Roundstone
- An Spidéal
- Tuam